# My Funny Valentine (album Cheta Bakera)
My Funny Valentine – kompilacyjny album złożony z koncertowych nagrań jazzowego trębacza amerykańskiego Cheta Bakera. Wydany przez Prism Leisure w 2001 (PLATCD 677) w cyklu Jazz Masters Series.

## O albumie
Z informacji dołączonych do płyty wynika, iż nagrania zarejestrowano 11 grudnia 1955 podczas koncertu w Odd Fellows Mansion (oryg. Odd Fellow Palæet) w Kopenhadze, w Danii. Według innych źródeł w Kopenhadze mogła być nagrana tylko część zawartości tego albumu. Tony Watts (autor noty do płyty) pisze, że nagrania pochodzą z okresu pierwszego tourneè Bakera po Europie (It is from this magical period that the tracks on this album are taken). Niemal w takim samym składzie, bez Schecrouna zastąpionego przez innego pianistę (Francy Boland), kwintet Bakera nagrywał np. 24 stycznia 1956 we Florencji oraz 10 lutego w Paryżu.

## Muzycy
- Chet Baker – trąbka, śpiew
- Jean-Louis Chautemps – saksofon tenorowy
- Ralph Schecroun – fortepian
- Eddie de Haas – kontrabas
- Charles Saudrais – perkusja

## Lista utworów
| 1. | "My Funny Valentine" (Richard Rodgers, Lorenz Hart) | 3:06    |
|    |                                                     |         |
| 2. | "CTA" (Jimmy Heath)                                 | 6:46    |
|    |                                                     |         |
| 3. | "Darn That Dream" (Jimmy Van Heusen, Eddie DeLange) | 4:29    |
|    |                                                     |         |
| 4. | "Chekeetah" (Phil Urso)                             | 8:26    |
|    |                                                     |         |
| 5. | "Four" (Eddie „Cleanhead” Vinson, M. Davis)         | 8:06    |
|    |                                                     |         |
| 6. | "Ray's Idea" (Ray Brown)                            | 17:30   |
|    |                                                     |         |
| 7. | "This is Always" (Harry Warren, Mack Gordon)        | 6:17    |
|    |                                                     |         |
| 8. | "Cheryl" (Charlie Parker)                           | 8:19    |
|    |                                                     |         |
| 9. | "Exitus" (Phil Urso)                                | 9:39    |
|    |                                                     |         |
|    |                                                     | 1:12:38 |
|    |                                                     |         |